# Rabatkoder
En rabatkode er en kombination af tal og/eller bogstaver, som bliver gjort tilgængelig af den netbutik man vil handle hos. En rabatkode kan typisk indtastes under betalingsfasen. Rabatkoder er blevet særdeles attraktive inden for den seneste tid, da man stort set altid kan benytte sig af dem helt gratis, og da de kan give en god rabat på sit køb. Rabatten fremgår typisk i form af fri fragt, procentdel eller x kr. besparelse.
Eksempel på et køb med rabatkode:
1. Du finder en vare du godt kunne tænke dig at købe, prisen for varen er 750 kr.
2. Du beslutter dig derefter at lede efter en rabatkode, du finder en rabatkode som giver dig 20% rabat på dit køb.
3. Dermed har du sparet 150 kr. på dit køb, så du nu kun skal betale 600 kr.

## Sådan finder du rabatkoder
Man finder ofte rabatkoder på rabat-sider (se reference for eksempel). Disse hjemmesider samler alle mulige forskellige rabatkoder til hundredvis af butikker på nettet, og dermed sørger de også for at tjekke rabatterne, så man altid finder gyldige rabatkoder.

## Nem og hurtig måde at spare penge
Mange danskere vælger i dag at handle på nettet, og her er en af de mest udbredte måder at spare penge på rabatkoder.

## Derfor benytter butikkerne rabatkoder
Årsagen til at netbutikkerne i dag vælger at benytte sig af rabatkoder, er at det hjælper med at forbedre deres brand og omsætning i form af mere omtale og flere kunder.